# Black Kigyō
Una black Kigyō (ブラック企業, burakku kigyō), que en català es traduiria com empresa negra o negoci negre, és un terme japonès per a un sistema d'ocupació tipus taller explotador.
Si bé aquest tipus de negocis s'associa amb la fabricació i el comerç de peces de vestir en particular, al Japó les empreses negres no estan necessàriament associades amb la indústria de la confecció, sinó més sovint amb el treball d'oficina.

## Etimologia
El terme "empresa negra" va començar a ser usat a principis dels anys 2000 per joves treballadors de tecnologies de la informació, però des de llavors s'ha aplicat a diverses indústries.

## Condicions
Tot i que els detalls poden variar d'un lloc de treball a un altre i d'una empresa a una altra, una pràctica típica en una empresa negra és contractar un gran nombre d'empleats joves i després obligar-los a treballar grans quantitats d'hores extraordinàries sense pagar-les. Les condicions són dolentes i els treballadors són sotmesos a abusos verbals i "abús de poder" per part dels seus superiors. Per tal de fer que els empleats es quedin, els superiors de les empreses negres sovint amenacen els empleats joves amb desprestigi si opten per renunciar.

## Casos destacables
Mina Mori, una empleada de 26 anys de la cadena de restaurants Watami, es va suïcidar dos mesos després d'unir-se a l'empresa el 2008. La seva família va presentar una denúncia a l'Oficina de Normes Laborals de Yokosuka per sol·licitar el reconeixement del suïcidi com a relacionat amb el treball. Quan la seva reclamació va ser denegada, la van apel·lar a l' Oficina Laboral de la Prefectura de Kanagawa, que va reconèixer l'estrès laboral com la causa de la disminució de la seva salut mental. El desembre de 2015, Watami va arribar a un acord extrajudicial de 130 milions de iens amb la família, i el fundador de Watami, Miki Watanabe, es va disculpar.

## Cobertura dels mitjans
El tema de les empreses negres ha cridat l'atenció al Japó. La pel·lícula del 2009 On The Verge At a Black Company es va ambientar en un lloc de treball així, i el 2012 hi va haver un premi anomenat "Black Corporations Award" on la gent podia votar "la corporació més malvada de l'any".
L'any 2013 es va publicar un DVD titulat Black Kigyō ni Go-yōjin (Atenció a les empreses negres).
A la sèrie de manga i anime The Laughing Salesman, una de les víctimes/protagonista va treballar a empresa negra i va contemplar el suïcidi abans de conèixer el Laughing Salesman (en català, el Venedor que Riu). Com a càstig per maltractar els seus propis empleats després de convertir-se en el cap de la seva pròpia empresa, el Venedor el col·loca en un estand d'experiència de l'empresa negra.
Al projecte multimèdia Hypnosis Mic: Division Rap Battle, el personatge Doppo Kannonzaka és un treballador d'oficina d'una empresa negra que descriu la seva feina com a motiu de la seva depressió, però hi continua treballant perquè no té més remei.
El spin-off de la sèrie de manga i anime Cells at Work! anomenat Cells at Work! Code Black caracteritza el cos d'un individu malalt, estressat i alcohòlic com una empresa negra en comparació amb el d'un ésser humà sa.
El manga Zombie 100: Bucket List of the Dead també conegut com Zom 100: Zombie ni Naru made ni Shitai 100 no Koto comença amb el personatge principal Akira treballant per a una empresa negra durant tres anys deixant-lo desil·lusionat amb la vida.